# Friedelind Wagner
Friedelind Wagner (* 29. März 1918 in Bayreuth; † 8. Mai 1991 in Herdecke) war das zweite Kind (nach Wieland Wagner, 1917–1966) von Siegfried Wagner und Winifred Wagner.

## Leben
Die Enkelin des Komponisten Richard Wagner wuchs in der Bayreuther Villa Wahnfried auf. Nach verschiedenen Schulwechseln, die sie u. a. nach England führten, besuchte sie auf Wunsch ihrer Mutter Winifred Wagner das Lyzeum des Klosters Stift zum Heiligengrabe in Brandenburg. Friedelind Wagner war schon früh in den Festspielbetrieb Bayreuths integriert. Sie hatte ein sehr gutes Verhältnis zu ihrem Vater Siegfried und galt nach dessen Tod aus Sicht der Familie als „Enfant terrible“. 1939 verließ sie Hitler-Deutschland wegen familiärer Konflikte und aus politischer Gegnerschaft. Nach kurzen Aufenthalten in Paris und Tribschen (Schweiz) war die erste Station ihres Exils England, wo sie für verschiedene Boulevard-Blätter arbeitete, u. a. für den Daily Sketch. Die Artikel handelten ausschließlich von Bayreuth und ihren Erfahrungen mit dem Hitler-Regime. Von London aus konnte sie nach einigen Verzögerungen – zeitweilige Internierung als feindliche Ausländerin auf der Isle of Man, wo sie fast neun Monate (vom 27. Mai 1940 bis zum 15. Februar 1941) blieb – über Argentinien in die USA ausreisen, wo sie auf Freunde wie Arturo Toscanini zählen konnte. Sie wandte sich mit ihrer Ausreise auch gegen ihre Familie, die enge Verbindungen mit Adolf Hitler eingegangen war. In New York sprach sie sich am 13. Februar 1942 in der National Broadcasting Company gegen das nationalsozialistische Deutschland und dessen Vereinnahmung Richard Wagners aus. Den Text dazu hatte allerdings Thomas Manns Tochter Erika Mann geschrieben. Das schwierige Verhältnis zu ihrer Mutter Winifred, die mit Adolf Hitler eng befreundet war, verschlechterte sich dadurch weiter. In den USA lebte sie von verschiedenen Aushilfsjobs, als Journalistin und Vortragsreisende in Sachen Wagner. Die Gründung einer „Friedelind-Wagner-Opera-Company“, mit der sie die amerikanische Provinz bereisen wollte, misslang.
Im Frühjahr 1946 wurde sie vom Bayreuther Oberbürgermeister Oskar Meyer aufgefordert, nach Bayreuth zurückzukehren und als einzig politisch Unbelastete der Familie beim Wiederaufbau der Festspiele zu helfen. Dieser Aufforderung kam sie nicht nach. Bei der Wiedereröffnung der Festspiele im Sommer 1951 blieb sie wie ihre Schwester Verena Lafferentz von der Leitung ausgeschlossen. Diese lag bei den Brüdern Wolfgang und Wieland (beide während der Zeit des Nationalsozialismus mit dem Regime eng verbunden). Nach dem Testament ihres Vaters Siegfried Wagner war sie allerdings wie ihre drei Geschwister gleichberechtigte Erbin.
Wagner veröffentlichte ihre Erinnerungen, die von ihrer frühen Kindheit bis zu ihrer Emigration reichten, in einem Buch, welches 1945 auf Englisch in den USA unter dem Titel Heritage of fire erschien. 1945 wurde das Buch in der Schweiz erstmals auf Deutsch unter dem Titel Nacht über Bayreuth veröffentlicht. Es sorgte für große Unruhe innerhalb der Familie und in Musikerkreisen, da es sehr kritisch mit einzelnen Personen umging, vor allem mit Winifred Wagner, Heinz Tietjen und Richard Strauss. Einzelne Abschnitte daraus wurden in Zeitschriften nachgedruckt oder in Radio München verlesen, darunter immer wieder jener, in dem Winifred Wagner ihrer Tochter androht, dass sie „vertilgt“ und „ausgerottet“ würde, wenn sie nicht freiwillig nach Deutschland zurückkehre. Obwohl Winifred Wagner sich heftig gegen diese Darstellung wehrte, spielte das Buch im Spruchkammerverfahren gegen sie eine wichtige Rolle. Eine Fortsetzung des Buches unter dem Titel Pardon my return lag zwar nach Angaben des Spiegels 1967 als Manuskript druckbereit vor, wurde aber nie publiziert.

Autogramm Fr. Wagner 1967

1953 kehrte Wagner, inzwischen US-amerikanische Staatsbürgerin, zum ersten Mal seit ihrer Emigration nach Bayreuth zurück und leitete für einige Jahre Meisterkurse für Musikstudenten, die bis heute einen teilweise legendären Ruf haben, nicht zuletzt dank der Mitwirkung namhafter Regisseure wie Joachim Herz und Walter Felsenstein. Von der Leitung der Festspiele wurde sie durch ihre beiden Brüder, die diese inzwischen unter sich aufgeteilt hatten, allerdings weiterhin ausgeschlossen.
Da sie in der Emigration in finanzielle Schwierigkeiten kam, versetzte sie den ihr von Gerta von Einem (der Mutter des Komponisten Gottfried von Einem) zur sicheren Verwahrung anvertrauten wertvollen Schmuck, was nach dem Krieg in Bayreuth zu langwierigen Prozessen führte und zu Spekulationen, ob von Einem über diese Forderungen Zugriff auf das Wagner-Erbe erhalten könne. Es blieb Wolfgang Wagner, der für die geschäftlichen Aspekte der Festspiele zuständig war, überlassen, sich der daraus ergebenen Probleme anzunehmen. Nach ihrer Biographin Eva Rieger konnte sie aus Naivität und Sorglosigkeit schlecht mit Geld umgehen. Eine geplante Tournee von Tristan und Isolde in den USA erwies sich als Misserfolg, auch weil sie die Buchführung nicht sehr genau nahm. Wenn sie zu Geld kam – so nach der Übertragung des Wagner-Erbes an die Richard-Wagner-Stiftung Bayreuth – erwies sie sich großzügig gegenüber Freunden.
Im Jahre 1960 nahm sie als Ehrengast an der Eröffnung des neuen Leipziger Opernhauses teil. 1967 inszenierte sie den Lohengrin am Theater Bielefeld. Die Inszenierung wurde sehr zwiespältig aufgenommen, es sollten keine weiteren mehr folgen. 1975 wurde sie Präsidentin der Internationalen Siegfried-Wagner-Gesellschaft, in der sie sich für die Rehabilitation ihres Vaters Siegfried Wagner einsetzte. Den Anstoß dazu gab der aus Bayreuth stammende Musikwissenschaftler und Regisseur Peter P. Pachl. Ein erster Erfolg war die konzertante Wiederaufführung der Oper Der Friedensengel in London, ein Werk aus dem Jahr 1914, über die international berichtet wurde. 1984 trat sie wegen politischer Differenzen vom Amt der Präsidentschaft zurück, das von dem Komponisten Hans Peter Mohr übernommen wurde. In den 1970er Jahren bemühte sie sich, in ihrem englischen Landsitz Teesside Meisterklassen für Oper, Theater, Film, Musical, elektronische Musik, Multimedia-Kunst usw. zu etablieren (beginnend 1976). Das Konzept nannte sich „TTT“: „Teesside Total Theatre“. Sie selbst gab unter anderem Kurse über Mozarts Figaro, es kamen aber weniger Mitwirkende als erwartet. Wichtige Künstler, die sie als Kursleiter eingeladen hatte, folgten ihrer Aufforderung nicht, u. a. Karlheinz Stockhausen und Pierre Boulez. Ein Großteil waren Dozenten, die auch in Bayreuth Meisterkurse über Wagner abgehalten hatten. Im März 1978 entschloss sie sich, das Projekt aufzugeben und England ganz zu verlassen.
Sie zog wieder zurück nach Bayreuth, zunächst ins Gärtnerhaus von Haus Wahnfried, später in eine Wohnung auf der Lisztstraße. Ihr Verhältnis zu ihrer Mutter Winifred hatte sich in diesen Jahren deutlich verbessert, obwohl Winifred Wagner in Hans-Jürgen Syberbergs Film Winifred Wagner und die Geschichte des Hauses Wahnfried 1914–1975 eher kritisch über „Friedelind oder Die Maus“ (wie sie von der Familie genannt wurde) berichtet hatte. Winifreds Tod am 5. März 1980 traf sie tief. Vier Jahre später zog sie nach Luzern an die Schweizerhausstraße 5, wo sie an einer Fortsetzung ihrer Memoiren arbeiten wollte, die jedoch nie erschien. Eine Rückkehr nach Deutschland lehnte sie ab, da sie der Meinung war, dass sich „im Land der Nazis“ nichts geändert habe.
Nach Bayreuth kam sie nur noch ein einziges Mal. Am 6. April 1990 suchte sie mit dem Dirigenten Leonard Bernstein, mit dem sie eine jahrzehntelange, herzliche Freundschaft verband, das Festspielhaus und das Haus Wahnfried auf.
1991 starb Friedelind Wagner im Gemeinschaftskrankenhaus von Witten-Herdecke, wohin sie sich auf eigenen Wunsch hatte bringen lassen. Eine Woche nach ihrem Tod fand, unter Ausschluss der Öffentlichkeit, im Musiksaal des Hauses Wahnfried eine Trauerfeier im engsten Familienkreis statt. Auf ihren eigenen Wunsch hin wurde auf eine offizielle Trauerfeier verzichtet. Ihre Asche wurde in der Nähe von Tribschen am Vierwaldstättersee, nahe dem ehemaligen Wohnort Richard Wagners, verstreut.

## Ehrungen
Ende März 2022 beschloss der Bayreuther Stadtrat einstimmig, die bisherige Hans-von-Wolzogen-Straße in Friedelind-Wagner-Straße umzubenennen.